# 姚震

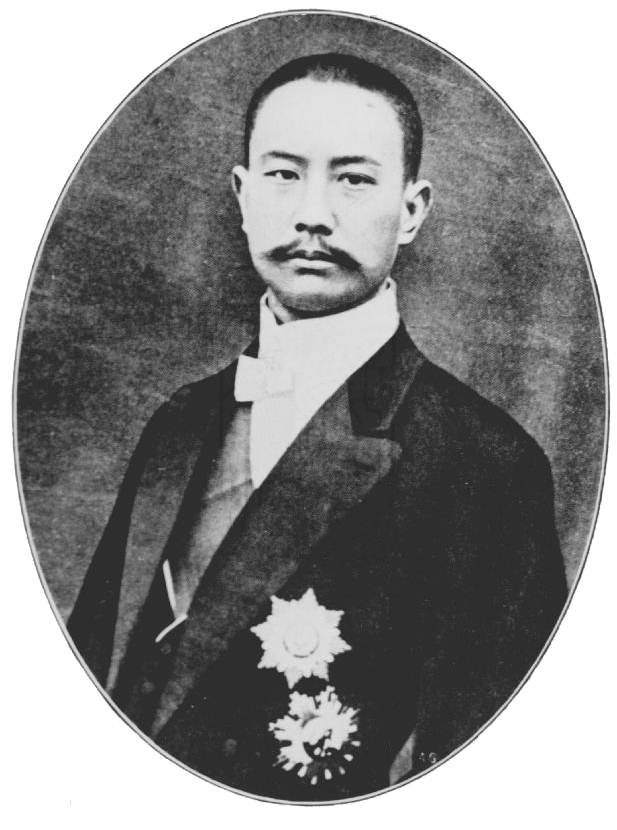

姚震（1885年—1935年），字次之，安徽省池州府貴池縣人，中華民國法官、政治人物。

## 生平
姚震在清末前往日本留学，畢業於早稻田大学，獲法学士。宣統二年（1910年）回國，獲清朝頒給法政科舉人，歷任法部員外郎、大理院推事。
民国元年（1912年），姚震任新法典編纂会調査員，参加法典編纂。後來任大理院第一庭庭長。同年冬，任司法会議会員。民國二年（1913年）夏，任總統府軍事法律顧問、兼甄抜司法人員会審議員。民国四年（1915年）11月，任司法官懲戒委員会委員。
袁世凱死後，姚震屬皖系軍閥。民国七年（1918年）夏，姚震兼任高等捕獲審檢廳首席評事。同年秋，升任大理院院長兼高等捕獲審檢廳廳長。但在直皖戰爭中皖系被直系打敗，姚震也作為“安福十大禍首”被通緝，跟徐樹錚等人一起逃去日本公使館。
民国十一年（1922年），姚震任段祺瑞的秘書長。段祺瑞重新掌權後，姚震於民国十三年（1924年）12月任臨時法制院院長。民国十六年（1927年）6月，任潘復内閣司法總長。翌民國十七年（1928年）2月，轉任大理院長。姚震是北京政府最後一任大理院長。同年6月，北洋政府崩潰時，姚震被國民政府通緝，逃往天津日本租界。民国二十四年（1935年）8月27日，姚震在天津去世。享年50。

## 家庭
- 二哥：姚绍枝
- 四哥：姚捷勋
  - 侄女：姚锦新，姚捷勋之女
  - 侄子：姚依林，姚捷勋之子，中华人民共和国政治局常委兼国务院副总理。
- 五哥：姚国桢